# Предварительная обработка данных
Предварительная обработка данных является важным шагом в процессе интеллектуального анализа данных. Фраза «мусор на входе — мусор на выходе» применима, в частности, и для проектов интеллектуального анализа данных и машинного обучения. Здесь имеется в виду то, что даже самый изощренный анализ не принесет пользы, если за основу взяты сомнительные данные.

## Необходимость
Методы сбора данных часто плохо контролируются. Это приводит к появлению недопустимых значений (к примеру: доход, равный −100), комбинаций данных, которые невозможны (к примеру: «мужской пол при наличии беременности»), отсутствию значений и прочее. В результате анализа данных, которые не защищены от такого рода проблем, можно прийти к неверным выводам. Качество данных является первостепенной задачей при проведении анализа .
Часто, предварительная обработка данных становится важной фазой проекта обучения машины. Это особенно касается процессов вычислительной биологии.
Во время тренировки машины, при большом количестве лишней информации, «зашумлённых» и недостоверных данных, извлечение знаний становится затруднительным. Этап подготовки и фильтрации данных может занять много времени. Предварительная подготовка данных включает в себя:
- очистку
- отбор экземпляров[англ.]
- нормализацию
- преобразование данных[англ.]
- выделение признаков
- отбор признаков

и прочие манипуляции с данными.
Результатом предварительной обработки данных является конечный тренировочный набор.

## Методы
Ниже приведено краткое описание методов, которые применяются на этапе предварительной обработки данных.
- Очистка данных используется для обнаружения, исправления или удаления ошибочных записей в наборе данных[4];
- Нормализация данных используется для стандартизации диапазона значений независимых переменных или признаков данных (например, сведение к интервалам [0, 1] или [-1, +1]);
- Преобразование данных[англ.] используется для приведения данных в формат, который ожидает аудитория;
- Выделение признаков используется для преобразования входных данных в набор признаков, которые они хорошо представляют;
- Уплотнение данных[англ.] используется для преобразования числовых данных в исправленный, упорядоченный и упрощённый вид. Это помогает уменьшить количество и/или размерность данных.